# Eesti Karikas 2025-2026
La Coppa d'Estonia 2025-2026 (in estone Eesti Karikas) è la 36ª edizione della coppa nazionale, iniziata il 10 giugno 2025 e che terminerà a maggio 2026. La squadra campione in carica è il Kalju Nõmme.

## Formula del torneo
La griglia delle partite per il primo e il secondo turno è stata stilata il 20 maggio 2025, quattro giorni prima della finale dell'edizione precedente.
Partono direttamente dai sedicesimi di finale Levadia Tallinn, Kalju Nõmme (campione in carica), Paide e Flora Tallinn in quanto primi classificati del campionato 2024. Per il resto, gli accoppiamenti e il turno di ingresso nel torneo sono sorteggiati in modo totalmente casuale e non ci sono teste di serie.
| Turno                | Numero di incontri | Squadre | Entrano a questo turno | Data sorteggio |
| -------------------- | ------------------ | ------- | --- | -------------- |
| Primo turno          | 11                 | 71 → 60 | 3 squadre di Esiliiga 2 squadre di Esiliiga B 3 squadre di II Liiga 5 squadre di II Liiga B 2 squadre di III Liiga 4 squadre di IV Liiga 3 squadre di Rahvaliiga                             | 20 maggio 2025 |
| Secondo turno        | 28                 | 60 → 32 | 6 squadre di Meistriliiga 4 squadre di Esiliiga 3 squadre di Esiliiga B 4 squadre di II Liiga 10 squadre di II Liiga B 14 squadre di III Liiga 3 squadre di IV Liiga 1 squadra di Rahvaliiga | 20 maggio 2025 |
| Sedicesimi di finale | 16                 | 32 → 16 | 4 squadre di Meistriliiga |                |
| Ottavi di finale     | 8                  | 16 → 8  | – |                |
| Quarti di finale     | 4                  | 8 → 4   | – |                |
| Semifinali           | 2                  | 4 → 2   | – |                |
| Finale               | 1                  | 2 → 1   | – | -              |

## Squadre partecipanti
| Campionato                   | Dal primo turno                                                                    | Dal secondo turno | Dai sedicesimi di finale                        |
| ---------------------------- | ---------------------------------------------------------------------------------- | --- | ----------------------------------------------- |
| Meistriliiga 2025 (10 su 10) | -                                                                                  | Harju Laagri Kalev Tallinn Kuressaare Tammeka Tartu Trans Narva Vaprus Pärnu | Flora Tallinn Kalju Nõmme Levadia Tallinn Paide |
| Esiliiga 2025 (7 su 10)      | Elva Kalev Tallinn U21 Welco Tartu                                                 | FC Tallinn Flora Tallinn U21 Nõmme United Viimsi | -                                               |
| Esiliiga B 2025 (5 su 10)    | Kalev Tartu Läänemaa                                                               | Phoenix Jõhvi Tabasalu TJK Legion | -                                               |
| II Liiga 2025 (7 su 16)      | Keila Saku Sporting Tulevik Viljandi                                               | Flora Tallinn U19 Helios Tartu Hiiumaa Poseidon Pärnu | -                                               |
| II Liiga B 2025 (15 su 28)   | Kalev Kuusalu Kohtla-Järve Linnameeskond Lootos Põlva Rae Spordikool Saku Raplamaa | Joker Raasiku Kalev Tallinn Juunior Kose Kristiine Saue Laagri Smsraha Tallinn Tamper Tallinn Ulasabat Tabasalu Zapoos Tallinn Zealot Sporting                                                           | -                                               |
| III Liiga 2025 (16 su 32)    | Hell Hunt Tallinn Märjamaa                                                         | Aliens Maardu Eston Villa Flora Tallinn U18 Harju Laagri III Järva-Jaani Lootus Kohtla-Järve Lõvid Viimsi Maksatransport Rumori Calcio TalTech Tallinn Team Helm Vastseliina Vigri Aruküla Welco Tartu X | -                                               |
| IV Liiga 2025 (7 su 15)      | Arsenal ja Volta Põhja-Tallinn Olympic Tallinn Soccernet Wolves Tallinn            | Est Ham United Kose II FC Wise | -                                               |
| Rahvaliiga 2025              | Kallaste United Kubik Viimsi                                                       | FC Kohvile | -                                               |

## Partite

### Primo turno
| Squadra 1                      | Risultato   | Squadra 2                  |
| ------------------------------ | ----------- | -------------------------- |
| 10 giugno 2025                 |             |                            |
| Märjamaa                       | 4 – 0       | Kubik Viimsi               |
| 11 giugno 2025                 |             |                            |
| Kalev Tallinn U21              | 6 – 0       | VHP Tartu                  |
| Kalev Tartu                    | 1 – 2       | Elva                       |
| Welco Tartu                    | 16 – 0      | Kalev Kuusalu              |
| Arsenal ja Volta Põhja-Tallinn | 2 – 4 (dts) | Rae Spordikool Saku        |
| 12 giugno 2025                 |             |                            |
| Hell Hunt Tallinn              | 2 – 0       | Lootos Põlva               |
| Keila                          | 5 – 2       | Kallaste United            |
| Wolves Tallinn                 | 6 – 4       | Soccernet                  |
| 18 giugno 2025                 |             |                            |
| Raplamaa                       | 1 – 5       | Saku Sporting              |
| Olympic Tallinn                | 0 – 6       | Tulevik Viljandi           |
| 17 luglio 2025                 |             |                            |
| Läänemaa                       | 2 – 1       | Kohtla-Järve Linnameeskond |

### Secondo turno
| Squadra 1             | Risultato | Squadra 2           |
| --------------------- | --------- | ------------------- |
| 2 luglio 2025         |           |                     |
| Hiiumaa               | 0 – 3     | Kalev Tallinn       |
| 10 luglio 2025        |           |                     |
| Viimsi                | 7 – 1     | TalTech Tallinn     |
| 22 luglio 2025        |           |                     |
| Harju Laagri          | 26 – 0    | FC Wise             |
| 23 luglio 2025        |           |                     |
| Phoenix Jõhvi         | w/o       | Kose II             |
| 25 luglio 2025        |           |                     |
| Tammeka Tartu         | 6 – 0     | Tabasalu            |
| Kose                  | 0 – 7     | Kuressaare          |
| Nõmme United          | 5 – 1     | Harju Laagri III    |
| Welco Tartu X         | 0 – 8     | Trans Narva         |
| 26 luglio 2025        |           |                     |
| Tamper Tallinn        | 4 – 2     | Rumori Calcio       |
| Aliens Maardu         | 1 – 4     | Poseidon Pärnu      |
| Kalev Tallinn Juunior | 9 – 0     | Est Ham United      |
| Ulasabat Tabasalu     | 13 – 0    | Eston Villa         |
| 27 luglio 2025        |           |                     |
| Wolves Tallinn        | 3 – 4     | Joker Raasiku       |
| 29 luglio 2025        |           |                     |
| FC Tallinn            | 7 – 1     | Zealot Sporting     |
| 30 luglio 2025        |           |                     |
| Flora Tallinn U19     | w/o       | Vastseliina         |
| Flora Tallinn U18     | 1 – 12    | Flora Tallinn U21   |
| Vaprus Pärnu          | 13 – 0    | Tulevik Viljandi    |
| Elva                  | 3 – 0     | TJK Legion          |
| Vigri Aruküla         | 0 – 4     | Kristiine           |
| 31 luglio 2025        |           |                     |
| Saku Sporting         | 3 – 2     | Märjamaa            |
| 1° agosto 2025        |           |                     |
| FC Kohvile            | 0 – 4     | Team Helm           |
| 2 agosto 2025         |           |                     |
| Lootus Kohtla-Järve   | –         | Rae Spordikool Saku |
| 6 agosto 2025         |           |                     |
| Lõvid Viimsi          | –         | Smsraha Tallinn     |
| Järva-Jaani           | –         | Keila               |
| Zapoos Tallinn        | –         | Hell Hunt Tallinn   |
| 13 agosto 2025        |           |                     |
| Saue Laagri           | –         | Maksatransport      |
| Kalev Tallinn U21     | –         | Läänemaa            |
| Welco Tartu           | –         | Helios Tartu        |